# Llista d'asteroides/181601-181700
| Nom               | Designació provisional | Data de descobriment   | Lloc de descobriment | Descobridor/s                                          |
| ----------------- | ---------------------- | ---------------------- | -------------------- | ------------------------------------------------------ |
| 181601 -          | 2006 WA39              | 16 de novembre de 2006 | Kitt Peak            | Spacewatch                                             |
| 181602 -          | 2006 WO39              | 16 de novembre de 2006 | Kitt Peak            | Spacewatch                                             |
| 181603 -          | 2006 WL42              | 16 de novembre de 2006 | Kitt Peak            | Spacewatch                                             |
| 181604 -          | 2006 WE44              | 16 de novembre de 2006 | Mount Lemmon         | Mount Lemmon Survey                                    |
| 181605 -          | 2006 WY48              | 16 de novembre de 2006 | Mount Lemmon         | Mount Lemmon Survey                                    |
| 181606 -          | 2006 WY51              | 16 de novembre de 2006 | Kitt Peak            | Spacewatch                                             |
| 181607 -          | 2006 WG60              | 17 de novembre de 2006 | Socorro              | LINEAR                                                 |
| 181608 -          | 2006 WT93              | 19 de novembre de 2006 | Kitt Peak            | Spacewatch                                             |
| 181609 -          | 2006 WB98              | 19 de novembre de 2006 | Kitt Peak            | Spacewatch                                             |
| 181610 -          | 2006 WW100             | 19 de novembre de 2006 | Socorro              | LINEAR                                                 |
| 181611 -          | 2006 WJ103             | 19 de novembre de 2006 | Kitt Peak            | Spacewatch                                             |
| 181612 -          | 2006 WM105             | 19 de novembre de 2006 | Kitt Peak            | Spacewatch                                             |
| 181613 -          | 2006 WC106             | 19 de novembre de 2006 | Kitt Peak            | Spacewatch                                             |
| 181614 -          | 2006 WL109             | 19 de novembre de 2006 | Kitt Peak            | Spacewatch                                             |
| 181615 -          | 2006 WN113             | 20 de novembre de 2006 | Kitt Peak            | Spacewatch                                             |
| 181616 -          | 2006 WX129             | 25 de novembre de 2006 | Goodricke-Pigott     | R. A. Tucker                                           |
| 181617 -          | 2006 WL141             | 20 de novembre de 2006 | Kitt Peak            | Spacewatch                                             |
| 181618 -          | 2006 WX149             | 20 de novembre de 2006 | Kitt Peak            | Spacewatch                                             |
| 181619 -          | 2006 WZ160             | 23 de novembre de 2006 | Kitt Peak            | Spacewatch                                             |
| 181620 -          | 2006 WA167             | 23 de novembre de 2006 | Kitt Peak            | Spacewatch                                             |
| 181621 -          | 2006 WC173             | 23 de novembre de 2006 | Kitt Peak            | Spacewatch                                             |
| 181622 -          | 2006 WX185             | 17 de novembre de 2006 | Palomar              | NEAT                                                   |
| 181623 -          | 2006 WO190             | 25 de novembre de 2006 | Mount Lemmon         | Mount Lemmon Survey                                    |
| 181624 -          | 2006 WO191             | 27 de novembre de 2006 | Catalina             | CSS                                                    |
| 181625 -          | 2006 WD193             | 27 de novembre de 2006 | Kitt Peak            | Spacewatch                                             |
| 181626 -          | 2006 XY5               | 8 de desembre de 2006  | Palomar              | NEAT                                                   |
| 181627 Philgeluck | 2006 XZ5               | 8 de desembre de 2006  | Tenagra II           | J.-C. Merlin                                           |
| 181628 -          | 2006 XJ7               | 9 de desembre de 2006  | Kitt Peak            | Spacewatch                                             |
| 181629 -          | 2006 XK8               | 9 de desembre de 2006  | Kitt Peak            | Spacewatch                                             |
| 181630 -          | 2006 XA10              | 9 de desembre de 2006  | Kitt Peak            | Spacewatch                                             |
| 181631 -          | 2006 XJ11              | 10 de desembre de 2006 | Kitt Peak            | Spacewatch                                             |
| 181632 -          | 2006 XP13              | 10 de desembre de 2006 | Kitt Peak            | Spacewatch                                             |
| 181633 -          | 2006 XZ17              | 10 de desembre de 2006 | Kitt Peak            | Spacewatch                                             |
| 181634 -          | 2006 XW20              | 11 de desembre de 2006 | Catalina             | CSS                                                    |
| 181635 -          | 2006 XK22              | 12 de desembre de 2006 | Kitt Peak            | Spacewatch                                             |
| 181636 -          | 2006 XT25              | 12 de desembre de 2006 | Mount Lemmon         | Mount Lemmon Survey                                    |
| 181637 -          | 2006 XC26              | 12 de desembre de 2006 | Catalina             | CSS                                                    |
| 181638 -          | 2006 XK33              | 11 de desembre de 2006 | Kitt Peak            | Spacewatch                                             |
| 181639 -          | 2006 XR43              | 12 de desembre de 2006 | Kitt Peak            | Spacewatch                                             |
| 181640 -          | 2006 XJ47              | 13 de desembre de 2006 | Socorro              | LINEAR                                                 |
| 181641 -          | 2006 XW48              | 13 de desembre de 2006 | Kitt Peak            | Spacewatch                                             |
| 181642 -          | 2006 XU65              | 12 de desembre de 2006 | Palomar              | NEAT                                                   |
| 181643 -          | 2006 YB5               | 17 de desembre de 2006 | Mount Lemmon         | Mount Lemmon Survey                                    |
| 181644 -          | 2006 YV7               | 20 de desembre de 2006 | Palomar              | NEAT                                                   |
| 181645 -          | 2006 YZ46              | 22 de desembre de 2006 | Socorro              | LINEAR                                                 |
| 181646 -          | 2007 AM16              | 10 de gener de 2007    | Kitt Peak            | Spacewatch                                             |
| 181647 -          | 2007 CT25              | 9 de febrer de 2007    | Kitt Peak            | Spacewatch                                             |
| 181648 -          | 2007 EE1               | 6 de març de 2007      | Palomar              | NEAT                                                   |
| 181649 -          | 2007 TO333             | 11 d'octubre de 2007   | Kitt Peak            | Spacewatch                                             |
| 181650 -          | 2007 UF33              | 16 d'octubre de 2007   | Catalina             | CSS                                                    |
| 181651 -          | 2007 UT59              | 30 d'octubre de 2007   | Mount Lemmon         | Mount Lemmon Survey                                    |
| 181652 -          | 2007 VO11              | 2 de novembre de 2007  | Catalina             | CSS                                                    |
| 181653 -          | 2007 VM99              | 2 de novembre de 2007  | Kitt Peak            | Spacewatch                                             |
| 181654 -          | 2007 VD166             | 5 de novembre de 2007  | Kitt Peak            | Spacewatch                                             |
| 181655 -          | 2007 VZ189             | 14 de novembre de 2007 | RAS                  | A. Lowe                                                |
| 181656 -          | 2007 VM231             | 7 de novembre de 2007  | Kitt Peak            | Spacewatch                                             |
| 181657 -          | 2007 VB263             | 13 de novembre de 2007 | Kitt Peak            | Spacewatch                                             |
| 181658 -          | 2007 VZ268             | 12 de novembre de 2007 | Socorro              | LINEAR                                                 |
| 181659 -          | 2007 XW1               | 3 de desembre de 2007  | Catalina             | CSS                                                    |
| 181660 -          | 2007 YK45              | 30 de desembre de 2007 | Mount Lemmon         | Mount Lemmon Survey                                    |
| 181661 -          | 2007 YO47              | 29 de desembre de 2007 | Suno                 | Suno                                                   |
| 181662 -          | 2007 YW55              | 31 de desembre de 2007 | Catalina             | CSS                                                    |
| 181663 -          | 2008 AW2               | 7 de gener de 2008     | Lulin Observatory    | LUSS                                                   |
| 181664 -          | 2008 AW16              | 10 de gener de 2008    | Kitt Peak            | Spacewatch                                             |
| 181665 -          | 2008 AG32              | 12 de gener de 2008    | Mount Lemmon         | Mount Lemmon Survey                                    |
| 181666 -          | 2008 AA33              | 13 de gener de 2008    | Socorro              | LINEAR                                                 |
| 181667 -          | 2008 AU38              | 10 de gener de 2008    | Catalina             | CSS                                                    |
| 181668 -          | 2008 AX44              | 10 de gener de 2008    | Kitt Peak            | Spacewatch                                             |
| 181669 -          | 2008 AE62              | 11 de gener de 2008    | Kitt Peak            | Spacewatch                                             |
| 181670 -          | 2008 BO15              | 28 de gener de 2008    | Lulin Observatory    | LUSS                                                   |
| 181671 -          | 2008 BO22              | 31 de gener de 2008    | Mount Lemmon         | Mount Lemmon Survey                                    |
| 181672 -          | 2008 BV23              | 31 de gener de 2008    | Mount Lemmon         | Mount Lemmon Survey                                    |
| 181673 -          | 2008 BM32              | 30 de gener de 2008    | Catalina             | CSS                                                    |
| 181674 -          | 2008 CF52              | 7 de febrer de 2008    | Kitt Peak            | Spacewatch                                             |
| 181675 -          | 2008 CC70              | 9 de febrer de 2008    | RAS                  | A. Lowe                                                |
| 181676 -          | 2213 P-L               | 22 d'octubre de 1960   | Palomar              | C. J. van Houten, I. van Houten-Groeneveld, T. Gehrels |
| 181677 -          | 2617 P-L               | 24 de setembre de 1960 | Palomar              | C. J. van Houten, I. van Houten-Groeneveld, T. Gehrels |
| 181678 -          | 2667 P-L               | 24 de setembre de 1960 | Palomar              | C. J. van Houten, I. van Houten-Groeneveld, T. Gehrels |
| 181679 -          | 2724 P-L               | 24 de setembre de 1960 | Palomar              | C. J. van Houten, I. van Houten-Groeneveld, T. Gehrels |
| 181680 -          | 4290 P-L               | 24 de setembre de 1960 | Palomar              | C. J. van Houten, I. van Houten-Groeneveld, T. Gehrels |
| 181681 -          | 4746 P-L               | 24 de setembre de 1960 | Palomar              | C. J. van Houten, I. van Houten-Groeneveld, T. Gehrels |
| 181682 -          | 4786 P-L               | 24 de setembre de 1960 | Palomar              | C. J. van Houten, I. van Houten-Groeneveld, T. Gehrels |
| 181683 -          | 4803 P-L               | 24 de setembre de 1960 | Palomar              | C. J. van Houten, I. van Houten-Groeneveld, T. Gehrels |
| 181684 -          | 6330 P-L               | 24 de setembre de 1960 | Palomar              | C. J. van Houten, I. van Houten-Groeneveld, T. Gehrels |
| 181685 -          | 6645 P-L               | 27 de setembre de 1960 | Palomar              | C. J. van Houten, I. van Houten-Groeneveld, T. Gehrels |
| 181686 -          | 6712 P-L               | 26 de setembre de 1960 | Palomar              | C. J. van Houten, I. van Houten-Groeneveld, T. Gehrels |
| 181687 -          | 9568 P-L               | 22 d'octubre de 1960   | Palomar              | C. J. van Houten, I. van Houten-Groeneveld, T. Gehrels |
| 181688 -          | 2331 T-2               | 30 de setembre de 1973 | Palomar              | C. J. van Houten, I. van Houten-Groeneveld, T. Gehrels |
| 181689 -          | 3093 T-2               | 30 de setembre de 1973 | Palomar              | C. J. van Houten, I. van Houten-Groeneveld, T. Gehrels |
| 181690 -          | 3174 T-2               | 30 de setembre de 1973 | Palomar              | C. J. van Houten, I. van Houten-Groeneveld, T. Gehrels |
| 181691 -          | 4089 T-2               | 29 de setembre de 1973 | Palomar              | C. J. van Houten, I. van Houten-Groeneveld, T. Gehrels |
| 181692 -          | 4621 T-2               | 30 de setembre de 1973 | Palomar              | C. J. van Houten, I. van Houten-Groeneveld, T. Gehrels |
| 181693 -          | 5096 T-2               | 25 de setembre de 1973 | Palomar              | C. J. van Houten, I. van Houten-Groeneveld, T. Gehrels |
| 181694 -          | 1049 T-3               | 17 d'octubre de 1977   | Palomar              | C. J. van Houten, I. van Houten-Groeneveld, T. Gehrels |
| 181695 -          | 3007 T-3               | 16 d'octubre de 1977   | Palomar              | C. J. van Houten, I. van Houten-Groeneveld, T. Gehrels |
| 181696 -          | 3113 T-3               | 16 d'octubre de 1977   | Palomar              | C. J. van Houten, I. van Houten-Groeneveld, T. Gehrels |
| 181697 -          | 5185 T-3               | 16 d'octubre de 1977   | Palomar              | C. J. van Houten, I. van Houten-Groeneveld, T. Gehrels |
| 181698 -          | 5684 T-3               | 16 d'octubre de 1977   | Palomar              | C. J. van Houten, I. van Houten-Groeneveld, T. Gehrels |
| 181699 -          | 5701 T-3               | 16 d'octubre de 1977   | Palomar              | C. J. van Houten, I. van Houten-Groeneveld, T. Gehrels |
| 181700 -          | 1981 EG2               | 2 de març de 1981      | Siding Spring        | S. J. Bus                                              |